# Oliver Berg
Oliver Berg (født 11. maj 1993) er en autodidakt dansk skuespiller og dubber fra Farum.

## Udvalgt filmografi
| Oliver Berg har fungeret som tegnefilmsdubber i følgende tegnefilm: - Harry og en Spand Fyldt med Dinosaure – Harry - "Disney Prinsesser: Fortryllende Eventyr - Følg Dine Drømme – Biroller - Landet for længe siden – Lillefod - Nuser og Radiserne – Søren Bruun - Dyk Olli dyk – Spjæt - Substitutterne – Todd - Babar and The Adventures of Badou – Krokodilus - Dinosaur King – Rex - Ben 10 - Secret Saturday’s - Captain Flamingo - Monster Buster Club – Mark - Eventyr Tid – Finn - "Pac-Man and the Ghostly Adventures – Spiral - Magikerne på Waverly Place – Max - Wingin It’ – Carl - Shake It Up – Deuce - Life With Boys – Gabe - Liv & Maddie – Diggie - Wolfblood - Rhydian | - "Air Buddies: Hvalpene på Eventyr - "Jule-Buddies: Jagten på Julehunden - "Space Buddies: Hvalpene i rummet - "Snow Buddies: Hvalpene i Alaska - "Magi På Waverly Place Filmen – Max - "G-Force – Biroller - "Myremobberen – Biroller - "Terabithia - et hemmeligt land – Biroller - Kirikou og De Vilde Dyr - Over hækken - Monster Huset – DJ - Charlottes tryllespind – Wilbur - Arthur og Minimoyserne – Arthur - Asterix og De Olympiske Lege - Hundehotellet – Bruce - "Madagascar 2 – Zebraen Marty som barn - "Astrerix og Obelix og briterne - Provoix - "Det Regner Med Frikadeller 2 – Biroller |

Ud over det har han han lagt stemme til Duncan i tv-filmen Fire Breather
samt haft flere biroller i tv-filmen Frenemies

### Spil
Oliver Berg har lagt stemme til Lillebror i 3 Pixeline spil